# Реки Ямайки
На Ямайке находятся множество небольших рек и ручьев, берущих начало на центральном нагорье и зачастую пропадающих в карстовых полостях. Само название острова происходит от искажённого индейского слова «хаймака», что означает «остров родников», или «земля ручьёв». Суммарный объём возобновляемых водных ресурсов — 9,4 км³ (на 2000 год). Самая протяжённая река — Миньо (93 км) текущая с гор Драй-Харбор в бухту Карлайл (Carlisle Bay). Ещё две реки — Блэк-Ривер в западной части и Рио-Кобре недалеко от Кингстона, имеют длину более 50 км. Из всех рек острова на значительное расстояние судоходна река Блэк-Ривер — небольшие суда могут подниматься на 48 км от устья.
Единственная река, текущая не в северном и не в южном направлении — Плантэйн-Гарден на востоке острова.н
Список рек протекающих по территории Ямайки.

## Северное побережье
- Соут-Негрил
- Миддл-Ривер
- Норт-Негрил
- Орандж-Ривер
  - Нью-Фаунд
  - Кави (река)
    - Фиш-Ривер (Ямайка)
- Грин-Айленд
- Лукиа-Вест
- Лукия-Ист
- Грейт
- Монтеджо
- Марфа-Браи
- Рио-Буено
  - Каве (река) (втекает под землёй)
- Роарин
- Лландове
- Дунн
- Плантэйн-Гарден (река)
- Вайт (река)
- Рио-Нуево
- Оракабесса
- Ваг-Ватер
  - Флинт (Ямайка)
- Аннотто
- Дрий
- Буфф-Бэй
- Спэйниш
- Свифт (река)
- Рио-Гранде (река, Ямайка)
  - Бэк (река)
  - Стони (река)
  - Гуэва

## Южное побережье
- Нью-Саваннах
- Кабарита
  - Тиккет
  - Морганс
- Свит (река)
- Блэк-Ривер
  - Броад (река)
  - Смит (река)
  - Ван-Ийе
    - Несторс
- Аллигатор-Хол
- Гут (река)
- Милк (Ямайка)
- Хопе
- Кане (река)
- Йаллахс
- Морант
  - Негро
- Рио-Кобре